# Riesengebirgs-Rennstrecke
Die Riesengebirgs-Rennstrecke (Krakonošův okruh) war ein in den 1930er Jahren für Langstreckenwettbewerbe genutzter temporärer Straßenkurs der im westlichen Vorland des Riesengebirges in der Tschechoslowakei lag. 

## Geschichte

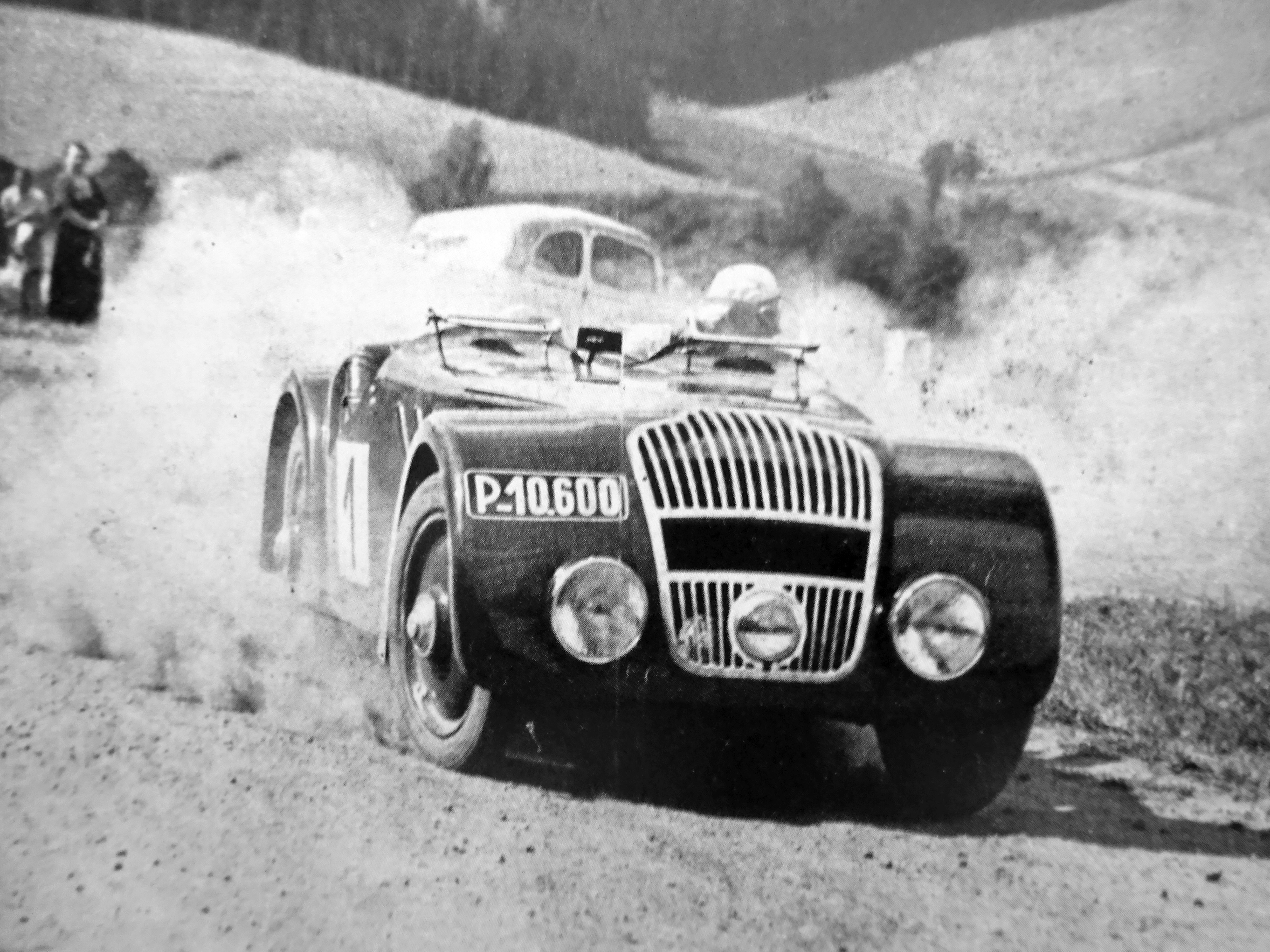
Der Sieger des Rennens auf dem Riesengebirgsring 1935; Antonín Vitvar; auf seinem 750 ccm Jawa Roadster

In den Jahren 1933–1938 wurden auf der Riesengebirgs-Rennstrecke Auto- und Motorradrennen ausgetragen. In der Vorkriegstschechoslowakei war der Riesengebirgsring nach den Rennen auf dem Masaryk-Ring und dem 1000-Tschechoslowakische-Meilen-Rennen eine der wichtigsten Motorsportveranstaltungen. Unter der Organisation des Podkrkonošský Auto-Moto-Klub in Stará Pace fanden insgesamt 6 Ausgaben statt.

## Streckenbeschreibung
Das erste Rennen im Jahr 1933 und die beiden folgenden Ausgaben (1934–1935) wurden auf einem 34 km langen Rundkurs ausgetragen. Die Strecke führte von Stará Paka (Start und Ziel) über Nová Paka, Vidochov, Horka u Staré Paky, Studenec, Martinice, Jilemnice und Roztoky zurück nach Stará Paka. Das Rennen wurde 1933 über 6 Runden, 1934 über 10 Runden/340 km, und 1935 über 7 Runden/238 km ausgetragen. Die übrigen Auflagen 1936–1938 wurden auf einer verkürzten Strecke von 22 km gefahren. Im Dorf Studenec bog die Strecke nach Žďár und Karlov ab und folgte hier der ursprünglichen Strecke zurück nach Stará Paka. Die Gesamtlänge des Rennens wurde ebenfalls verkürzt, die Motorräder fuhren 5 Runden, d. h. 110 km, die Autos 7 Runden, d. h. 154 km.

## Veranstaltungen
- 23. Juli 1933; 204 km Distanz
- 1. Juli 1934; 340 km Distanz
- 14. Juli 1935; 238 km Distanz
- 9. August 1936; 154 km Distanz
- 1. August 1937; 110 km Distanz
- 31. Juli 1938; 110 km Distanz